# Fyrtåig elefantnäbbmus
Fyrtåig elefantnäbbmus eller fyrtåig snabelmus (Petrodromus tetradactylus) är en art i familjen springnäbbmöss och den enda arten i släktet Petrodromus. Den är en av de större arterna i familjen och lever främst i skogar.

## Kännetecken
Arten når en kroppslängd mellan 16 och 22 centimeter, en svanslängd mellan 13 och 18 centimeter samt en vikt mellan 160 och 280 gram. Pälsen är lång och mjuk med gråaktig färg, ibland med drag till orange eller röd. Ofta finns en mörkgrå till brun strimma på sidan. Extremiteterna är påfallande långa och tunna. De bakre extremiteterna är längre än de främre och djuret skuttar liksom en känguru. Som namnet antyder har den bara fyra tår vid de bakre fötterna. Den har liksom alla andra springnäbbmöss en långdragen nos som liknar en snabel.

## Utbredning och habitat
Fyrtåig elefantnäbbmus förekommer i östra Afrika. Utbredningsområdet sträcker sig från Kongo-Kinshasa och Kenya till Zambia, Moçambique och norra Sydafrika. De vistas ibland i klippiga områden men förekommer främst i skogar med tät undervegetation.
Populationens storlek är okänt men på grund av det stora utbredningsområdet räknas arten som livskraftig.

## Levnadssätt
Arten är aktiv på dagen och gryningen. Den bygger inga bon utan vilar i jordens håligheter eller tät undervegetation. De rör sig vanligen på fyra extremiteter med hoppar vid fara på sina bakre extremiteter. Fyrtåig elefantnäbbmus lever i monogama par som försvarar sitt revir mot artfränder. Födan utgörs av insekter, främst myror och termiter.

## Fortplantning
Honor har förmåga att para sig hela året. Efter dräktigheten som varar ungefär två månader föds oftast ett ungdjur, sällan två. Ungdjuren är borymmare och utvecklar sig snabbt. Det är okänt när de blir könsmogna men det antas att utvecklingen går liksom hos andra springnäbbmöss fort.